# Agriocnemis keralensis
Agriocnemis keralensis är en trollsländeart som beskrevs av Peters 1981. Agriocnemis keralensis ingår i släktet Agriocnemis och familjen dammflicksländor. IUCN kategoriserar arten globalt som livskraftig. Inga underarter finns listade i Catalogue of Life.